# Discografia de David Guetta
A discografia de David Guetta é composta por seis álbuns de estúdio, 30 singles e uma série de aparições.
David Guetta lançou seu primeiro álbum em 2001, intitulado Just a Little More Love. O álbum conseguiu aparecer em alguns charts europeus e na França, seu país de origem. A canção com o mesmo nome do álbum que foi o primeiro single, e "Love Don't Let Me Go", foram as destaques do álbum. Ambas canções com a participação de Chris Willis no vocal. Em 2004, é lançado Guetta Blaster, o segundo álbum de Guetta, com destaque para o single "The World Is Mine".
Em 2006, é lançado um remix com o título "Love Don't Let Me Go (Walking Away)", que chegou a 3ª posição do UK Singles Chart, a parada oficial britânica. O remix faz parte do álbum Fuck Me I'm Famous – Ibiza Mix 06 (uma série de álbuns de compilação lançados por David a partir de 2003 junto com sua esposa Cathy Guetta).
Pop Life, o terceiro álbum de estúdio, foi lançado em 2007, e mais uma vez o dj francês consegue boas posições nos charts europeus, além do single "Love Is Gone" entrar no principal chart mundial, o Billboard Hot 100.
Em 2009, depois de lançar três álbuns com Chris Willis nos vocais na maioria das canções, David Guetta lança um álbum com uma série de participações especiais. Intitulado One Love, o quarto álbum de Guetta expandiu mundialmente seu sucesso. O álbum foi indicado ao Grammy Awards, junto com seu primeiro single "When Love Takes Over" part. Kelly Rowland, que venceu a categoria Gravação remixada, não-clássica. Depois do sucesso de "When Love Takes Over", também nos charts, David Guetta lança outro grande single, "Sexy Bitch", com a participação de Akon, que conseguiu um 5º lugar nos Estados Unidos, conseguindo, até então sua melhor posição no país. Pelo álbum One Love, foi lançado mais outros sucessos, "Memories" part. Kid Cudi e "Gettin' Over You" com Chris Willis part. Fergie e LMFAO, além de "Who's That Chick?" part. Rihanna, que foi lançada pela versão relançada do álbum, com o título de One More Love.
Em março de 2011, antes do lançamento do quinto álbum, um remix da canção "Wet" de Snoop Dogg foi lançado, e se tornou um sucesso mundial comparada a primeira versão da canção, e posteriormente fez parte do álbum. Porém o primeiro single oficial foi lançado em maio. "Where Them Girls At" com participação de Flo Rida e Nicki Minaj conseguiu várias certificações. Em agosto de 2011, o quinto álbum foi lançado com o título de Nothing But the Beat, o álbum  conseguiu um ótima estreia na parada de álbuns norte-americana. Foi lançado três singles promocionais: "Lunar", Night of Your Life" e "Titanium".
Ao longo de 2011, ele lançou os single "Little Bad Girl" part Taio Cruz e Ludacris, "Without You" part. Usher e "Turn Me On" part. Nicki Minaj, conseguindo ótimas posições nos charts mundiais. O álbum concorreu ao Grammy Awards de 2012 junto com a canção "Sunshine".
Posteriormente, foi lançado como quinto single a canção "Titanium" part. Sia, devido ao seu sucesso como single promocional. A canção chegou ao primeiro lugar no Reino Unido, e se tornou a primeira canção do álbum Nothing But the Beat a chegar ao número um em solo britânico. O sexto single "I Can Only Imagine" com coloraboração de Chris Brown e Lil Wayne foi lançado em maio de 2012. Em setembro, o álbum foi relançado com o título de Nothing But the Beat 2.0. O primeiro single da nova versão, "She Wolf (Falling to Pieces)", tem, novamente, a participação da cantora Sia Furler.

## Álbuns

### Álbuns de estúdio
| Just a Little More Love - Lançamento: 10 de Junho de 2002 - Gravadora: Virgin - Formatos: LP, CD                         | 6  | — | —  | —  | —  | 43 | —  | — | —  | —  | 17 | —  | - 250,000                       | - : 2× Ouro |
| Guetta Blaster - Lançamento: 7 de Junho de 2004 - Gravadora: Virgin - Formatos: LP, CD, Download                         | 11 | — | —  | —  | —  | 29 | —  | — | —  | —  | 45 | —  |                                 | - : Ouro |
| Pop Life - Lançamento: 18 de Junho de 2007 - Gravadora: Virgin - Formatos: LP, CD, Download                              | 2  | — | —  | 31 | 83 | 4  | —  | — | —  | 44 | 8  | —  | - : 530,000                     | - : Platina - : Platina |
| One Love - Indicado | 1  | 2 | 4  | 3  | 2  | 1  | 2  | 1 | 4  | 2  | 2  | 70 | - 4,000,000                     | - : Diamante - : 5× Ouro - : 2× Platina - : 2× Platina - : 2× Platina - : 2× Platina - : 2× Platina - : Platina - : Platina |
| Nothing But the Beat - Indicado                                                                                          | 1  | 1 | 3  | 1  | 2  | 1  | 2  | 1 | 3  | 2  | 1  | 5  | - 5,000,000 - 900,000 - 500,000 | - : Diamante - : 2× Platina - : 2× Platina - : Platina - : Platina - : Platina - : Platina - : Platina - : Platina          |
| Listen - Lançamento: 21 de Novembro de 2014 - Gravadora: What A Music e Parlophone - Formatos: CD, Download              | 3  | 3 | 11 | 3  | 4  | 6  | 8  | — | 11 | 8  | 2  | 4  | - 2,000,000                     | - : Ouro - : Ouro - : Ouro - : Ouro - : 2× Platina - : Ouro - : 2× Platina                                                  |
| 7 - Lançamento: 14 de setembro de 2018 - Gravadora: What A Music, Parlophone e Warner Music - Formatos: CD, Download, LP | 4  | 7 | 9  | 7  | 9  | 5  | 12 | 3 | 9  | 9  | 2  | 37 | - 1,000,000                     | - : Ouro - : Ouro - : 2× Platina - : Prata                                                                                  |
| "—" Não entrou na tabela musical ou não foi lançado no país.                                                             |    |   |    |    |    |    |    |   |    |    |    |    |                                 | |

### Álbuns Relançados
| Detalhes do Álbum                                                                                                  | Melhor Posição | Melhor Posição | Melhor Posição | Melhor Posição | Melhor Posição | Melhor Posição | Melhor Posição | Melhor Posição |
| Detalhes do Álbum                                                                                                  | FRA            | AUS            | CAN            | ITA            | MEX            | RU             | EUA            | EUA Dance      |
| --- | -------------- | -------------- | -------------- | -------------- | -------------- | -------------- | -------------- | -------------- |
| One More Love - Lançamento: 29 de Novembro de 2010 - Gravadora: Virgin - Formatos: LP, CD, Download                | 80             | —              | 13             | 34             | 16             | —              | 113            | 4              |
| Nothing But the Beat 2.0 - Lançamento: 7 de Setembro de 2012 - Gravadora(s): Virgin - Formato(s): LP, CD, Download | —              | 25             | —              | —              | —              | 13             | —              | —              |

### Outros Álbuns
| 2012 | Nothing But the Beat: The Eletronic Album | 163 | 12 |

### Álbuns de compilação
| 2003                                                         | Fuck Me I'm Famous                                       | — | —  | 39 | —  | —  | 82 |
| 2005                                                         | Fuck Me I'm Famous Vol. 2                                | — | —  | —  | —  | —  | —  |
| 2006                                                         | Fuck Me I'm Famous - Ibiza Mix 06                        | — | —  | 62 | —  | —  | —  |
| 2008                                                         | Fuck Me I'm Famous - Ibiza Mix 2008                      | 8 | —  | —  | —  | —  | —  |
| 2008                                                         | Fuck Me I'm Famous - Ibiza Mix 2008 International Vol. 2 | — | —  | —  | —  | —  | 6  |
| 2009                                                         | Fuck Me I'm Famous - Ibiza Mix 2009                      | — | —  | —  | —  | —  | 9  |
| 2010                                                         | Fuck Me I'm Famous - Ibiza Mix 2010                      | — | 19 | —  | 45 | —  | 6  |
| 2011                                                         | Fuck Me I'm Famous - Ibiza Mix 2011                      | 3 | 17 | —  | 39 | 58 | 2  |
| 2012                                                         | Fuck Me I'm Famous - Ibiza Mix 2012                      | — | 13 | —  | 30 | —  | 2  |
| "—" Não entrou na tabela musical ou não foi lançado no país. |                                                          |   |    |    |    |    |    |

### Coletâneas
| 2009 | Pop Life / Guetta Blaster | 135 |

## Singles

### 2000's
| Ano                                                          | Título                                                                      | Melhor Posição | Melhor Posição | Melhor Posição | Melhor Posição | Melhor Posição | Melhor Posição | Melhor Posição | Melhor Posição | Melhor Posição | Melhor Posição | Melhor Posição | Melhor Posição | Certificações / Vendas | Álbum                               |
| Ano                                                          | Título                                                                      | FRA            | ALE            | AUS            | AUT            | BEL (Val)      | CAN            | ESP            | HOL            | IRL            | RU             | SUI            | EUA            | Certificações / Vendas | Álbum                               |
| ------------------------------------------------------------ | --------------------------------------------------------------------------- | -------------- | -------------- | -------------- | -------------- | -------------- | -------------- | -------------- | -------------- | -------------- | -------------- | -------------- | -------------- | --- | ----------------------------------- |
| 2001                                                         | "Just a Little More Love" (part. Chris Willis)                              | 29             | —              | —              | —              | —              | —              | —              | 38             | —              | 19             | 59             | —              | | Just a Little More Love             |
| 2002                                                         | "Love Don't Let Me Go" (part. Chris Willis)                                 | 4              | —              | —              | —              | 7              | —              | —              | 19             | —              | 46             | 13             | —              | - : Ouro | Just a Little More Love             |
| 2002                                                         | "People Come, People Go" (part. Chris Willis)                               | 42             | —              | —              | —              | —              | —              | —              | —              | —              | —              | 54             | —              | | Just a Little More Love             |
| 2002                                                         | "Give Me Something" (part. Barbara Tucker)                                  | —              | —              | —              | —              | —              | —              | —              | —              | —              | —              | —              | —              | | Just a Little More Love             |
| 2003                                                         | "Just for One Day (Heroes)" (vs. Bowie)                                     | 54             | —              | —              | —              | —              | —              | —              | —              | —              | 73             | —              | —              | | Fuck Me I'm Famous 2003             |
| 2004                                                         | "Money" (part. Chris Willis & Mone)                                         | 63             | —              | —              | —              | 62             | —              | —              | —              | —              | —              | 52             | —              | | Guetta Blaster                      |
| 2004                                                         | "Stay" (part. Chris Willis)                                                 | 18             | —              | —              | —              | 19             | —              | 11             | —              | —              | 78             | 82             | —              | | Guetta Blaster                      |
| 2004                                                         | "The World is Mine" (part. JD Davis)                                        | 16             | —              | —              | —              | 15             | —              | 10             | 49             | 39             | 49             | 40             | —              | | Guetta Blaster                      |
| 2005                                                         | "In Love with Myself" (part. JD Davis)                                      | —              | —              | —              | —              | 53             | —              | —              | 83             | —              | —              | 46             | —              | | Guetta Blaster                      |
| 2006                                                         | "Love Don't Let Me Go (Walking Away)" (vs. The Egg)                         | 11             | 50             | 32             | 75             | 13             | —              | 6              | 60             | 12             | 3              | 19             | —              | | Fuck Me I'm Famous – Ibiza Mix 06   |
| 2007                                                         | "Love is Gone" (part. Chris Willis)                                         | 3              | 36             | —              | 15             | 9              | 66             | 8              | 10             | 21             | 9              | 11             | 98             | - : Prata - : Ouro | Pop Life                            |
| 2007                                                         | "Baby When the Light" (part. Cozi)                                          | 6              | 59             | —              | 62             | 5              | —              | —              | 30             | —              | 50             | 25             | —              | - : Prata | Pop Life                            |
| 2008                                                         | "Delirious" (part. Tara McDonald)                                           | 16             | 59             | —              | 27             | 2              | —              | —              | 12             | —              | —              | 16             | —              | | Pop Life                            |
| 2008                                                         | "Tomorrow Can Wait" (vs. Chris Willis & Tocadisco)                          | 7              | 56             | —              | 47             | 19             | —              | —              | 21             | —              | —              | 43             | —              | | Pop Life                            |
| 2009                                                         | "Everytime We Touch" (vs. Chris Willis, Steve Angello & Sebastian Ingrosso) | —              | —              | —              | —              | 53             | —              | —              | 19             | —              | 68             | 97             | —              | | Pop Life                            |
| 2009                                                         | "When Love Takes Over" (part. Kelly Rowland) - Indicado - Venceu            | 2              | 2              | 6              | 3              | 1              | 22             | 4              | 2              | 1              | 1              | 1              | 76             | - : Ouro - : 2× Platina - : 2× Platina - : Platina - : Platina - : Platina - : Platina - : Ouro                                                      | One Love                            |
| 2009                                                         | "Sexy Bitch" (part. Akon)                                                   | 2              | 1              | 1              | 1              | 1              | 1              | 5              | 3              | 2              | 1              | 2              | 5              | - : +5.000.000 - : +800.000 - : Diamante - : 5× Platina - : 4× Platina - : 3× Platina - : 2× Platina - : Platina - : Platina - : Platina - : Platina | One Love                            |
| 2009                                                         | "GRRRR"                                                                     | —              | —              | —              | —              | 4              | —              | —              | —              | —              | 88             | —              | —              | | Fuck Me I'm Famous – Ibiza Mix 2009 |
| 2009                                                         | "One Love" (part. Estelle)                                                  | —              | 18             | 20             | 36             | —              | —              | —              | 19             | —              | 46             | 48             | —              | | One Love                            |
| "—" Não entrou na tabela musical ou não foi lançado no país. |                                                                             |                |                |                |                |                |                |                |                |                |                |                |                | |                                     |

### 2010's
| 2010                                                         | "Memories" (part. Kid Cudi)                                | 5  | 6  | 3  | 2  | 1  | 18 | 17 | 4  | 5  | 15 | 7  | 46 | - : Ouro - : Ouro - : 2× Platina - : 2× Platina - : Platina - : Ouro - : Ouro - : Ouro - : Prata                      | One Love                 |
| 2010                                                         | "Gettin' Over You" (com Chris Willis part. Fergie & LMFAO) | 1  | 15 | 5  | 4  | 12 | 12 | 13 | 21 | 4  | 1  | 11 | 31 | - : 2× Platina - : Platina - : Ouro - : Ouro - : Prata                                                                | One More Love            |
| 2010                                                         | "Who's That Chick?" (part. Rihanna)                        | 5  | 6  | 7  | 4  | 1  | 26 | 5  | 6  | 4  | 6  | 8  | 51 | - : 2× Platina - : Platina - : Ouro - : Ouro - : Ouro - : Ouro - : Prata                                              | One More Love            |
| 2011                                                         | "Sweat (David Guetta Remix)" (Snoop Dogg vs. David Guetta) | 1  | 2  | 1  | 1  | 1  | 25 | 17 | 5  | 3  | 4  | 2  | —  | - : 3× Platina - : Platina - : Platina - : Platina - : Ouro - : Ouro - : Ouro - : Ouro - : Ouro                       | Nothing But the Beat     |
| 2011                                                         | "Where Them Girls At" (part. Flo Rida & Nicki Minaj)       | 4  | 5  | 6  | 3  | 2  | 3  | 8  | 28 | 5  | 3  | 3  | 14 | - : Platina - : Platina - : Platina - : Prata - : Platina - : Ouro - : Ouro - : Ouro                                  | Nothing But the Beat     |
| 2011                                                         | "Little Bad Girl" (part. Taio Cruz & Ludacris)             | 3  | 5  | 15 | 5  | 5  | 14 | 22 | 29 | 8  | 4  | 7  | 70 | - : Platina - : Prata - : Ouro - : Ouro - : Ouro                                                                      | Nothing But the Beat     |
| 2011                                                         | "Without You" (part. Usher)                                | 6  | 7  | 6  | 5  | 5  | 3  | 17 | 6  | 10 | 6  | 3  | 4  | - : 2× Platina - : Prata - : 3× Platina - : 2× Platina - : Platina - : Platina - : Ouro - : Ouro                      | Nothing But the Beat     |
| 2011                                                         | "Titanium" (part. Sia)                                     | 3  | 5  | 5  | 3  | 4  | 7  | 5  | 2  | 3  | 1  | 9  | 7  | - : +906,700 - : Platina - : Platina - : 4× Platina - : 2× Platina - : 2× Platina - : Platina - : Platina - : Platina | Nothing But the Beat     |
| 2011                                                         | "Turn Me On" (com Nicki Minaj)                             | 10 | 6  | 3  | 5  | 10 | 3  | 30 | 26 | 4  | 8  | 6  | 4  | - : +455,800 - : 2× Platina - : 3× Platina - : 3× Platina - : Platina - : Ouro - : Ouro - : Ouro                      | Nothing But the Beat     |
| 2012                                                         | "I Can Only Imagine" (part. Chris Brown & Lil Wayne)       | 40 | 32 | 47 | 17 | 54 | 35 | —  | —  | 35 | 43 | 15 | 55 | - : Ouro | Nothing But the Beat     |
| 2012                                                         | "She Wolf (Falling to Pieces)" (part. Sia)                 | 4  | 3  | 11 | 3  | 9  | 35 | 13 | 6  | 6  | 14 | 4  | —  | - : 2× Platina - : Ouro - : Ouro                                                                                      | Nothing But the Beat 2.0 |
| 2012                                                         | "Just One Last Time" (part. Taped Rai)                     | 16 | 45 | —  | 31 | 27 | —  | —  | —  | 16 | 20 | 44 | —  | | Nothing But the Beat 2.0 |
| 2016                                                         | "Revival (Remix)" (part. Selena Gomez                      | -  | -  | -  | -  | -  | -  | -  | -  | -  | -  | -  | -  | | Nothing But the Beat 2.0 |
| "—" Não entrou na tabela musical ou não foi lançado no país. |                                                            |    |    |    |    |    |    |    |    |    |    |    |    | |                          |

### Participações Especiais
| 2010                                                         | "Revolver (One More Love Remix)" (Madonna vs. David Guetta) - Venceu | 25  | —  | —   | —  | 12 | —  | 39 | —  | —  | 130 | —  | —  |                                                                                              | One More Love            |
| 2010                                                         | "Commander" (Kelly Rowland part. David Guetta)                       | —   | 16 | —   | 23 | 2  | 55 | —  | 33 | 13 | 9   | 46 | —  | - : Ouro                                                                                     | Here I Am                |
| 2010                                                         | "Club Can't Handle Me" (Flo Rida part. David Guetta)                 | 5   | 4  | 3   | 3  | 4  | 4  | 4  | 2  | 1  | 1   | 3  | 9  | - : 3× Platina - : 3× Platina - : 2× Platina - : Platina - : Ouro - : Ouro - : Ouro - : Ouro | Only One Flo (Part 1)    |
| 2012                                                         | "Wild Ones Two" (Jack Back part. David Guetta, Nicky Romero & Sia)   | —   | 65 | —   | 43 | —  | 98 | —  | —  | —  | —   | —  | —  |                                                                                              | Nothing But the Beat 2.0 |
| 2012                                                         | "LaserLight" (Jessie J part. David Guetta)                           | —   | —  | 48  | —  | 70 | —  | —  | —  | 9  | 5   | —  | —  | - : +280,800 - : Prata                                                                       | Who You Are              |
| 2012                                                         | "Rest of My Life" (Ludacris part. David Guetta e Usher)              | 152 | 32 | 416 | 34 | 47 | 47 | —  | —  | —  | 41  | 42 | 72 | - : Platina                                                                                  | Ludaversal               |
| "—" Não entrou na tabela musical ou não foi lançado no país. |                                                                      |     |    |     |    |    |    |    |    |    |     |    |    |                                                                                              |                          |

### Singles promocionais
| 2009                                                         | "Gettin' Over" (part. Chris Willis)          | —  | —  | —  | —  | —  | —  | —  | —  | — | 86 | —  | —  | One Love                                  |
| 2009                                                         | "I Wanna Go Crazy" (part. Will.i.am)         | —  | —  | —  | —  | —  | 83 | —  | —  | — | 92 | —  | —  | One Love                                  |
| 2011                                                         | "Lunar" (com Afrojack)                       | 50 | 84 | —  | 58 | —  | —  | 45 | —  | — | 90 | —  | —  | Nothing But the Beat                      |
| 2011                                                         | "Night of Your Life" (part. Jennifer Hudson) | 27 | 12 | 37 | 7  | —  | 30 | 18 | 46 | 9 | 35 | 24 | 81 | Nothing But the Beat                      |
| 2012                                                         | "The Alphabeat"                              | 44 | 85 | —  | 57 | 63 | —  | —  | —  | — | —  | —  | —  | Nothing But the Beat: The Eletronic Album |
| "—" Não entrou na tabela musical ou não foi lançado no país. |                                              |    |    |    |    |    |    |    |    |   |    |    |    |                                           |

### Outras canções
| 2009                                                         | "How Soon Is Now" (com Sebastian Ingrosso & Dirty South part. Julie McNight) | —  | —  | —  | —  | —  | —  | — | —  | —  | —   | 52 | One Love                            |
| 2009                                                         | "On the Dancefloor" (part. apl.de.ap)                                        | —  | —  | —  | —  | 39 | 24 | — | 87 | —  | —   | —  | One Love                            |
| 2009                                                         | "Missing You" (part. Novel)                                                  | 85 | —  | —  | —  | —  | —  | — | —  | —  | —   | —  | One Love                            |
| 2010                                                         | "Louder Than Words" (com Afrojack part. Niles Mason)                         | —  | 39 | —  | 35 | —  | —  | — | —  | —  | —   | —  | Fuck Me I'm Famous - Ibiza Mix 2010 |
| 2011                                                         | "Crank It Up" (part. Akon)                                                   | 64 | 43 | 49 | —  | —  | —  | — | 50 | —  | 96  | —  | Nothing But the Beat                |
| 2011                                                         | "Repeat" (part. Jessie J)                                                    | —  | —  | —  | —  | —  | —  | 7 | —  | —  | 108 | —  | Nothing But the Beat                |
| 2011                                                         | "Sunshine" (part. Avicii) - Indicado                                         | —  | —  | —  | —  | —  | —  | — | —  | —  | —   | 59 | Nothing But the Beat                |
| 2012                                                         | "Play Hard" (part. Ne-Yo & Akon)                                             | —  | 9  | —  | 10 | —  | —  | — | 34 | 30 | 22  | —  | Nothing But the Beat 2.0            |
| "—" Não entrou na tabela musical ou não foi lançado no país. |                                                                              |    |    |    |    |    |    |   |    |    |     |    |                                     |

## Produções

### Singles
| Ano  | Título              | Artista              | Álbum           |
| ---- | ------------------- | -------------------- | --------------- |
| 2009 | "I Gotta Feeling"   | The Black Eyed Peas  | The E.N.D.      |
| 2010 | "Acapella"          | Kelis                | Flesh Tone      |
| 2010 | "Scream"            | Kelis                | Flesh Tone      |
| 2010 | "Rock That Body"    | The Black Eyed Peas  | The E.N.D.      |
| 2010 | "Angel"             | Akon                 | Stadium         |
| 2010 | "Pass At Me"        | Timbaland & Pitbull  | Shock Value III |
| 2010 | "Commander"         | Kelly Rowland        | Here I Am       |
| 2010 | "Forever and a Day" | Kelly Rowland        | Here I Am       |
| 2012 | "LaserLight"        | Jessie J             | Who You Are     |
| 2012 | "Rest of My Life"   | Ludacris feat. Usher | Ludaversal      |
| 2013 | "Right Now"         | Rihanna              | Unapologetic    |

### Outras Canções
| Ano  | Título                       | Artista                        | Álbum         |
| ---- | ---------------------------- | ------------------------------ | ------------- |
| 2010 | "The Best One Yet (The Boy)" | The Black Eyed Peas            | The Beginning |
| 2010 | "Everything Wonderful"       | The Black Eyed Peas            | The Beginning |
| 2011 | "Something for the Djs"      | Pitbull                        | Planet Pit    |
| 2011 | "Celebrate"                  | Taio Cruz                      | TY.O          |
| 2012 | "Phresh Out the Runway"      | Rihanna                        | Unapologetic  |
| 2013 | "Fashion!"                   | Lady Gaga                      | Artpop        |
| 2013 | "It Should Be Easy"          | Britney Spears feat. Will.i.am | Britney Jean  |
| 2013 | "Body Ache"                  | Britney Spears                 | Britney Jean  |
| 2015 | "Who's Taking You Home"      | Ne-Yo                          | Non-Fiction   |

## Vídeos Musicais

### Como Artista Principal
| Ano  | Título                                                                      | Diretor(es)                         | Ref     |
| ---- | --------------------------------------------------------------------------- | ----------------------------------- | ------- |
| 1991 | "Nation Rap" (Vs. Sidney)                                                   |                                     | [ 74 ]  |
| 2001 | "Just a Little More Love (UK)" (com Chris Willis)                           | Ben Hume-Paton                      | [ 75 ]  |
| 2001 | "Just a Little More Love" (com Chris Willis)                                | Fabien Dufils                       | [ 76 ]  |
| 2001 | "Just a Little More Love (rmx)" (com Chris Willis)                          | Jean-Charles Carré                  |         |
| 2002 | "Love Don't Let Me Go" (com Chris Willis)                                   | Olivier Boscovitch & Vincent Renaud | [ 77 ]  |
| 2002 | "People Come, People Go" (com Chris Willis)                                 |                                     |         |
| 2003 | "Just for One Day (Heroes)" (com Chris Willis)                              |                                     |         |
| 2002 | "Money" (com Chris Willis & Mone)                                           | Fred Grivois                        | [ 78 ]  |
| 2002 | "Stay" (com Chris Willis)                                                   | Nathalie Ganguilhem                 |         |
| 2005 | "The World Is Mine" (com JD Davis)                                          | Stuart Gosling                      | [ 79 ]  |
| 2006 | "Love Don't Let Me Go (Walking Away)" (Vs. The Egg)                         | Marcus Adams                        | [ 80 ]  |
| 2007 | "Love Is Gone" (com Chris Willis)                                           | Denis Thybaud                       | [ 81 ]  |
| 2007 | "Baby When the Light" (com Cozi)                                            | Denis Thybaud                       |         |
| 2008 | "Delirious" (com Tara McDonald)                                             | Denis Thybaud                       | [ 82 ]  |
| 2008 | "Tomorrow Can Wait" (com Chris Willis & Tocadisco)                          | Denis Thybaud                       | [ 83 ]  |
| 2009 | "Everytime We Touch" (com Chris Willis, Steve Angello & Sebastian Ingrosso) | Denis Thybaud                       | [ 84 ]  |
| 2009 | "When Love Takes Over" (com Kelly Rownland)                                 | Jonas Akerlund                      | [ 85 ]  |
| 2009 | "Sexy Bitch" (com Akon)                                                     | Stephen Schuster                    | [ 86 ]  |
| 2009 | "One Love" (com Estelle)                                                    | Director X                          | [ 87 ]  |
| 2010 | "Memories" (com Kid Kudi)                                                   | Keith Schofield                     | [ 88 ]  |
| 2010 | "Gettin' Over You" (com Chris Willis, Fergie & LMFAO)                       | Rich Lee                            | [ 89 ]  |
| 2010 | "Who's That Chick (Day version)" (com Rihanna)                              | Jonas Akerlund                      | [ 90 ]  |
| 2010 | "Who's That Chick" (Night version) (com Rihanna)                            | Jonas Akerlund                      | [ 90 ]  |
| 2011 | "Where Them Girls At" (com Flo Rida & Nicki Minaj)                          | Dave Meyers                         | [ 91 ]  |
| 2011 | "Little Bad Girl" (com Taio Cruz & Ludacris)                                | Dave Meyers                         | [ 92 ]  |
| 2011 | "Without You" (com Usher)                                                   | Christopher Hewitt                  | [ 93 ]  |
| 2011 | "Titanium" (com Sia Furler)                                                 | David Wilson                        | [ 94 ]  |
| 2011 | "Turn Me On" (com Nicki Minaj)                                              | Sanji                               | [ 95 ]  |
| 2012 | "The Alphabeat"                                                             | So Me                               | [ 96 ]  |
| 2012 | "Metropolis" (com Nicky Romero)                                             | Mr. Brainwash                       | [ 97 ]  |
| 2012 | "I Can Only Imagine" (com Chris Brown & Lil Wayne)                          | Colin Tilley                        | [ 98 ]  |
| 2012 | "She Wolf" (com Sia)                                                        | Hiro Murai                          | [ 99 ]  |
| 2012 | "Just One Last Time" (com Taped Rai)                                        | Colin Tilley                        | [ 100 ] |

### Como Artista Convidado
| Ano  | Título                                    | Diretor(es)                | Ref     |
| ---- | ----------------------------------------- | -------------------------- | ------- |
| 2010 | "Wavin' Flag" (com K'naan & Will.i.am )   | Nabil Elderkin             | [ 101 ] |
| 2010 | "Commander" (com Kelly Rowland)           | Masashi Muto               | [ 102 ] |
| 2010 | "Club Can't Handle Me" (com Flo Rida)     | Marc Klasfeld              | [ 103 ] |
| 2011 | "Sweat (Remix)" (com Snoop Dogg)          | Dylan Brown                | [ 104 ] |
| 2011 | "Pass At Me" (com Timbaland & Pitbull)    | Aaron Platt & Joseph Toman | [ 105 ] |
| 2012 | "LaserLight" (com Jessie J)               | Emil Nava                  | [ 106 ] |
| 2012 | "Rest of My Life" (com Ludacris e Usher ) | Christopher Sims           | [ 107 ] |